# 圣文森特和格林纳丁斯奥林匹克委员会
圣文森特和格林纳丁斯奥林匹克委员会（英語：Saint Vincent and the Grenadines Olympic Committee，IOC编码：VIN）是代表圣文森特和格林纳丁斯的国家奥林匹克委员会。圣文森特和格林纳丁斯奥林匹克委员会成立于1982年，并于1987年获得国际奥林匹克委员会的认可。该组织也是泛美体育组织的成员。

## 外部连结
- 官方网站 （英文）